# Samsung Galaxy M14
Il Samsung Galaxy M14 è uno smartphone di fascia medio-bassa prodotto da Samsung, facente parte della serie Samsung Galaxy M.

## Caratteristiche tecniche

### Hardware
Il Galaxy M14 è uno smartphone con form factor di tipo slate, le cui dimensioni sono di 166.8 x 77.2 x 9.4 mm e pesa 206 grammi.
I[1]l dispositivo è dotato di connettività GSM, HSPA, LTE, 5G, di Wi-Fi 802.11 a/b/g/n/ac dual-band con supporto a Wi-Fi Direct e hotspot, di Bluetooth 5.2 con A2DP e LE, di GPS con A-GPS, BeiDou, GALILEO, GLONASS, NavIC e QZSS, di NFC. Ha una porta USB-C 2.0 e un ingresso per jack audio da 3,5 mm.
È dotato di schermo touchscreen capacitivo da 6,6 pollici di diagonale, di tipo PLS LCD Infinity-V, angoli arrotondati e risoluzione FHD+ 1080 × 2408 pixel.
La batteria ai polimeri di litio da 6000 mAh non è removibile dall'utente. Supporta la ricarica rapida adattiva a 15 W (25 W in India).
Il chipset è un Samsung Exynos 1330 (2 Cortex-A78 a 2.4 GHz e 6 Cortex-A55 a 2 GHz). La memoria interna è di 64 o 128 GB, mentre la RAM è di 4 o 6 GB.
La fotocamera posteriore ha un sensore principale da 50 megapixel, con apertura f/1.8, uno da 2 MP macro e una da 2 MP per le profondità, è dotata di autofocus PDAF, modalità HDR e flash LED, in grado di registrare al massimo video 1080p a 30 fotogrammi al secondo, mentre la fotocamera anteriore è singola da 13 MP con apertura f/2.0 e registrazione video massimo in 1080p@30 fps.

### Software
Il Galaxy M14 ha Android 13 con la One UI Core in versione 5.1